# Hymenophyllum delicatissimum
Hymenophyllum delicatissimum là một loài dương xỉ trong họ Hymenophyllaceae. Loài này được F mô tả khoa học đầu tiên năm 1872.
Danh pháp khoa học của loài này chưa được làm sáng tỏ. 